# Ramanayyapeta
Ramanayyapeta es una ciudad censal situada en el distrito de Godavari Este en el estado de Andhra Pradesh (India). Su población es de 28369 habitantes (2011). Se encuentra a 10 km de Kakinada y a 183 km de Vijayawada. 

## Demografía
Según el censo de 2011 la población de Ramanayyapeta era de 28369 habitantes, de los cuales 2537 eran hombres y 2536 eran mujeres. Ramanayyapeta tiene una tasa media de alfabetización del 87%, superior a la media estatal del 67,02%: la alfabetización masculina es del 90,26%, y la alfabetización femenina del 83,84%.